# أميريكان أولترا (فلم)
أمريكان أولترا (بالإنجليزية: American Ultra) هو فلم أكشن كوميدي أمريكي تم إنتاجه في سنة 2015، هذا الفلم هو من إخراج المخرج البريطاني الإيراني الأصل نيما نوري صادق وتأليف ماكس لانديس وبطولة جيسي آدم آيزينبيرغ وكريستين ستيوارت وتوفر غريس ووالتون جوجينز وجون ليجويزامو كوني بريتون وبيل بولمان وتوني هيل، تم إنتاج الفلم بواسطة شركة ليونزغيت إنترتاينمنت، يتكلم الفلم عن شخص مدمن مخدرات اسمه مايك هوي في ليمان في فيرجينيا الغربية، ويعمل محاسب في محل وجبات سريعة مع عشيقته فويبي لارسون وثم تبدا قصتهما مع المخابرات الأمريكية.

## روابط خارجية
- مقالات تستعمل روابط فنية بلا صلة مع ويكي بيانات